# Hirschfeld (Sachsen)
Hirschfeld ist eine Gemeinde im sächsischen Landkreis Zwickau. Sie gehört zur Verwaltungsgemeinschaft Kirchberg.

## Geografie

### Nachbargemeinden und -orte
| Gemeinde Lichtentanne im Landkreis Zwickau | Stadt Zwickau im Landkreis Zwickau          | Stadt Wilkau-Haßlau im Landkreis Zwickau |
| Gemeinde Heinsdorfergrund im Vogtlandkreis | Kompassrose, die auf Nachbargemeinden zeigt |                                          |
| Stadt Lengenfeld im Vogtlandkreis          |                                             | Stadt Kirchberg im Landkreis Zwickau     |

Die Gemeinde liegt im Westerzgebirge. Durch Hirschfeld und Voigtsgrün fließen Bäche, die bei Niedercrinitz in das Crinitzer Wasser münden.
|                  | Lichtentanne, Zwickau                       | Wilkau-Haßlau |
| Heinsdorfergrund | Kompassrose, die auf Nachbargemeinden zeigt |               |
| Lengenfeld       | Kirchberg                                   |               |

### Gemeindegliederung
- Hirschfeld
- Niedercrinitz (am 1. Januar 1998 eingemeindet[2])
- Voigtsgrün (am 1. Juli 1950 eingemeindet[3])

## Geschichte
Entwicklung der Einwohnerzahl
Zahlen jeweils per 31. Dezember:
| - 1998: 1336 - 1999: 1332 - 2000: 1328 - 2001: 1331 - 2002: 1301 | - 2003: 1294 - 2004: 1296 - 2005: 1275 - 2007: 1256 - 2008: 1244 | - 2012: 1203 - 2013: 1205 - 2015: 1184 - 2018: 1186 - 2019: 1162 |

 Datenquelle: Statistisches Landesamt Sachsen.
Hirschfeld und Niedercrinitz gehörten nachweislich ab 1606 zum Amt Zwickau und ab 1764 zum Amt Wiesenburg, welches 1843 in Amt Kirchberg umbenannt wurde. 1856 kamen beide Orte zum Gerichtsamt Kirchberg und gehörten ab 1875 zur Amtshauptmannschaft Zwickau, deren Nachfolger der Landkreis Zwickau war. 1912 wurde der Hirschfelder Ortsteil Lauterholz nach Lauterhofen umgemeindet.
Voigtsgrün gehörte zum Amt Zwickau und kam 1856 zum Gerichtsamt Kirchberg und 1875 zur Amtshauptmannschaft Zwickau. Am 1. Juli 1950 wurde Voigtsgrün nach Hirschfeld eingemeindet.
Niedercrinitz wurde 1998 nach Hirschfeld eingemeindet.

## Politik

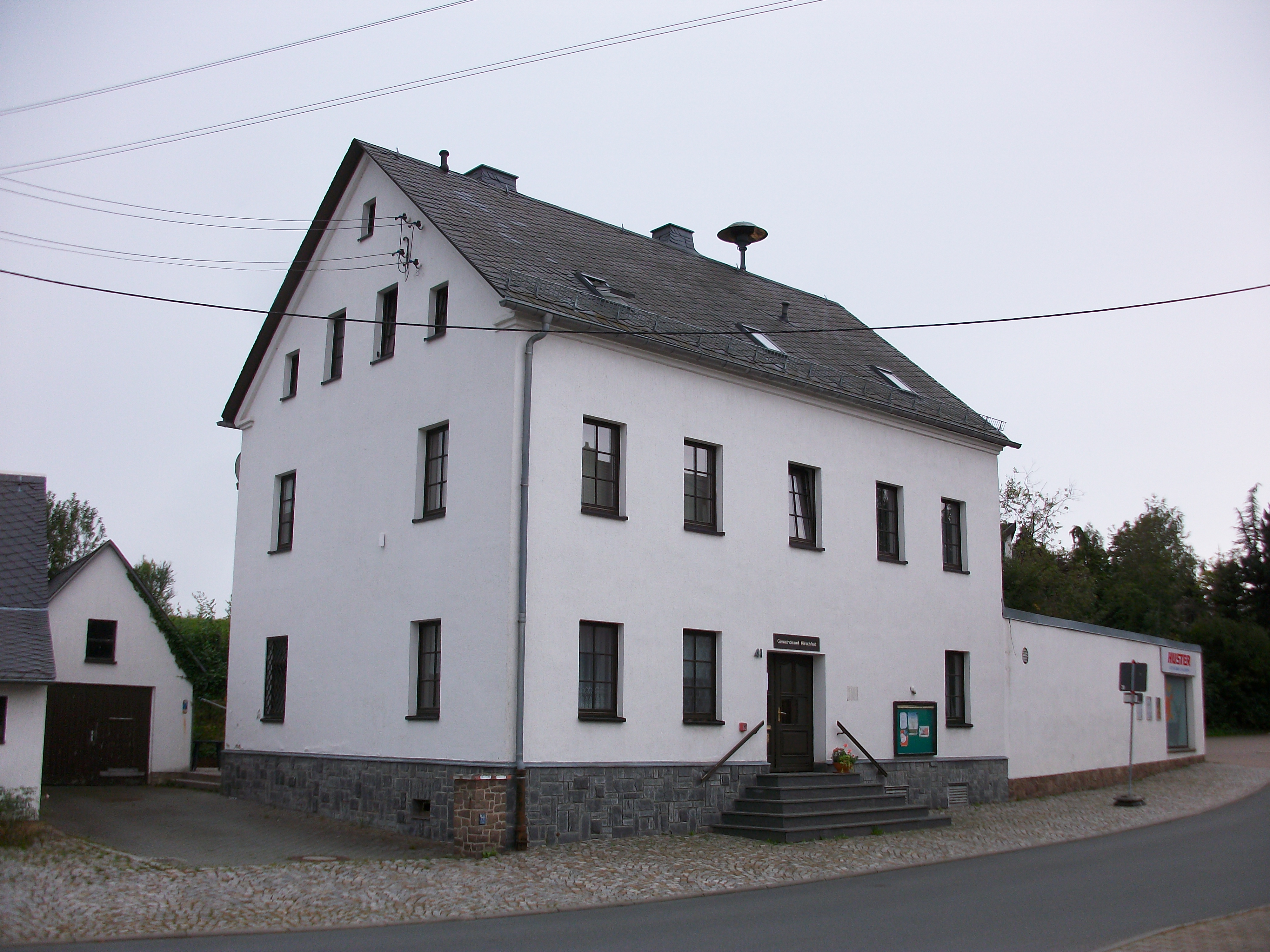
Gemeindeamt Hirschfeld

### Gemeinderat
Seit der Gemeinderatswahl am 9. Juni 2024 verteilen sich die Sitze des Gemeinderates folgendermaßen auf die einzelnen Gruppierungen:
- CDU: 7 Sitze
- Feuerwehrverein Niedercrinitz e. V. (FVH): 3 Sitze
- Feuerwehrverein Hirschfeld e. V. (FVN): 2 Sitze

| Gemeinderat ab 2024Insgesamt 12 Sitze - FVN: 3 - FVH: 2 - CDU: 7 | Vorschlag                           | 2024   | 2024   | 2019   | 2019   | 2014   | 2014   |
| Gemeinderat ab 2024Insgesamt 12 Sitze - FVN: 3 - FVH: 2 - CDU: 7 | Vorschlag                           | Sitze  | in %   | Sitze  | in %   | Sitze  | in %   |
| Gemeinderat ab 2024Insgesamt 12 Sitze - FVN: 3 - FVH: 2 - CDU: 7 | CDU                                 | 7      | 58,3   | 5      | 44,2   | 4      | 42,5   |
| Gemeinderat ab 2024Insgesamt 12 Sitze - FVN: 3 - FVH: 2 - CDU: 7 | Feuerwehrverein Niedercrinitz e. V. | 3      | 21,6   | 2      | 19,1   | 3      | 33,8   |
| Gemeinderat ab 2024Insgesamt 12 Sitze - FVN: 3 - FVH: 2 - CDU: 7 | Feuerwehrverein Hirschfeld e. V.    | 2      | 20,1   | 4      | 27,1   | 4      | 33,8   |
| Gemeinderat ab 2024Insgesamt 12 Sitze - FVN: 3 - FVH: 2 - CDU: 7 | 1. FC Weiß-Grün Hirschfeld          | –      | –      | –      | 6,4    | –      | –      |
| Gemeinderat ab 2024Insgesamt 12 Sitze - FVN: 3 - FVH: 2 - CDU: 7 | Linke                               | –      | –      | –      | 3,1    | –      | –      |
| Gemeinderat ab 2024Insgesamt 12 Sitze - FVN: 3 - FVH: 2 - CDU: 7 | Wahlbeteiligung                     | 81,9 % | 81,9 % | 72,1 % | 72,1 % | 60,0 % | 60,0 % |

### Bürgermeister
- 1945: Hermann Stosch, unbekannt
- 1947: Wolfgang Hauptmann, unbekannt
- 1950–1975: Felix Eichler, SED
- 1975–1990: Gerd Weber, SED
- 1990–2001: Christine Wahsner, parteilos
- seit 2001: Rainer Pampel, parteilos

| Wahl | Bürgermeister     | Vorschlag | Wahlergebnis (in %) |
| ---- | ----------------- | --------- | ------------------- |
| 2022 | Rainer Pampel     | Pampel    | 91,3                |
| 2015 | Rainer Pampel     | Pampel    | 91,0                |
| 2008 | Rainer Pampel     | Pampel    | 96,1                |
| 2001 | Rainer Pampel     | Pampel    | 88,2                |
| 1994 | Christine Wahsner | Wahsner   | 83,0                |

## Kultur und Sehenswürdigkeiten
- Liste der Kulturdenkmale in Hirschfeld

### Naturschutz
- Siehe auch: Liste der Naturdenkmale in Hirschfeld (Sachsen)

## Wirtschaft und Infrastruktur

### Verkehr
Der Ortsteil Voigtsgrün liegt direkt an der Autobahnanschlussstelle Zwickau-West (Anschlussstelle 10) der A 72. Nach Niedercrinitz wurde ein Rastplatz auf der A 72 benannt. Ferner hält in Voigtsgrün die Vogtlandbahn auf dem Weg von Zwickau nach Klingenthal. Die Ortsteile Hirschfeld und Voigtsgrün erhielten im Zuge des Baus eines Autobahnzubringers (Mitteltrasse) eine Ortsumgehung, welche am 11. September 2008 für den Verkehr freigegeben wurde.

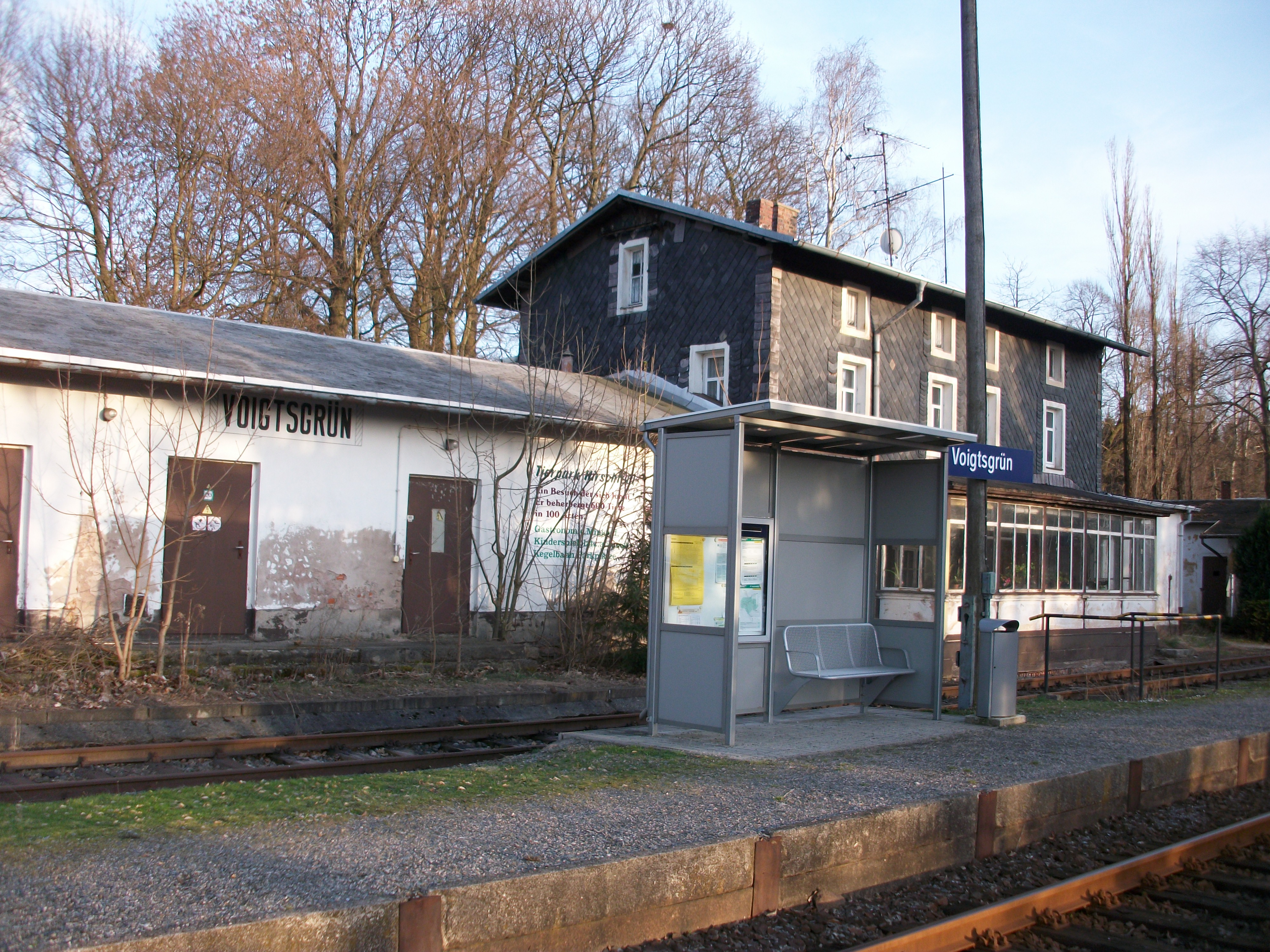
Empfangsgebäude des Bahnhofs Voigtsgrün (2016)
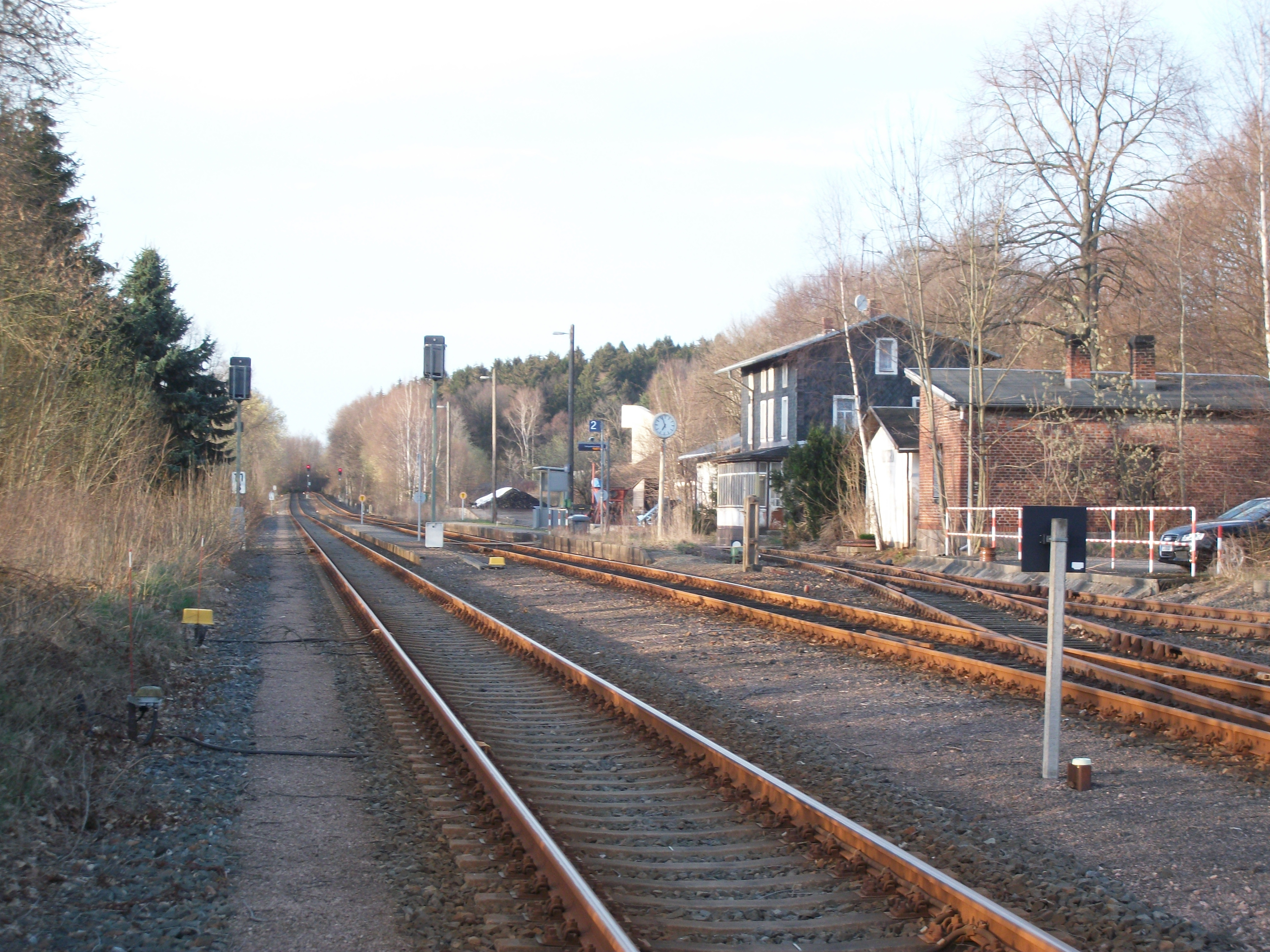
Bahnstrecke im Bahnhof Voigtsgrün (2016)
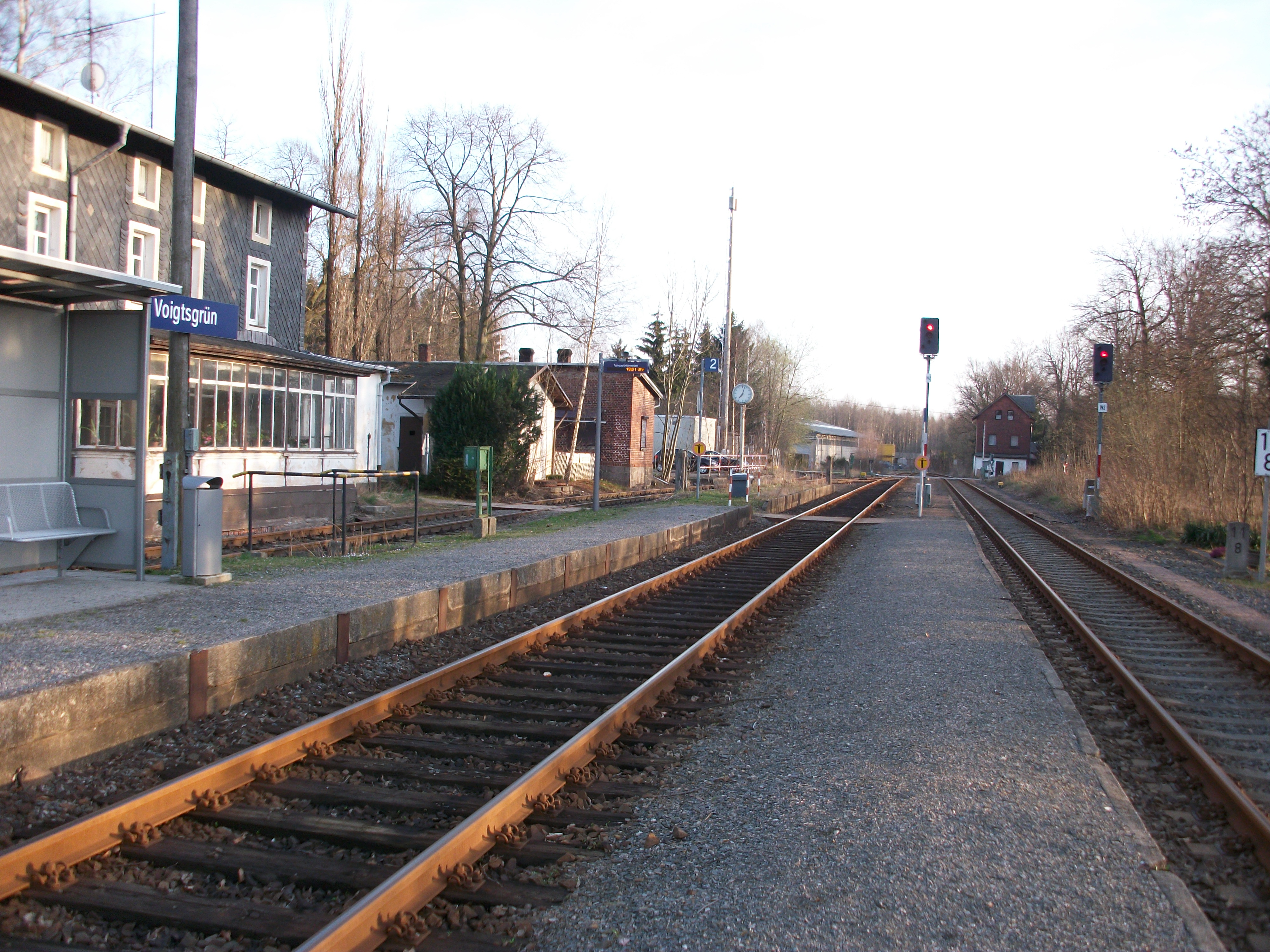
Bahnhof Voigtsgrün (2016)

### Öffentliche Einrichtungen
Im Ortsteil Voigtsgrün befindet sich der Tierpark Hirschfeld.
Hirschfeld besitzt eine Grundschule und eine Schule für geistig Behinderte.

### Religionen

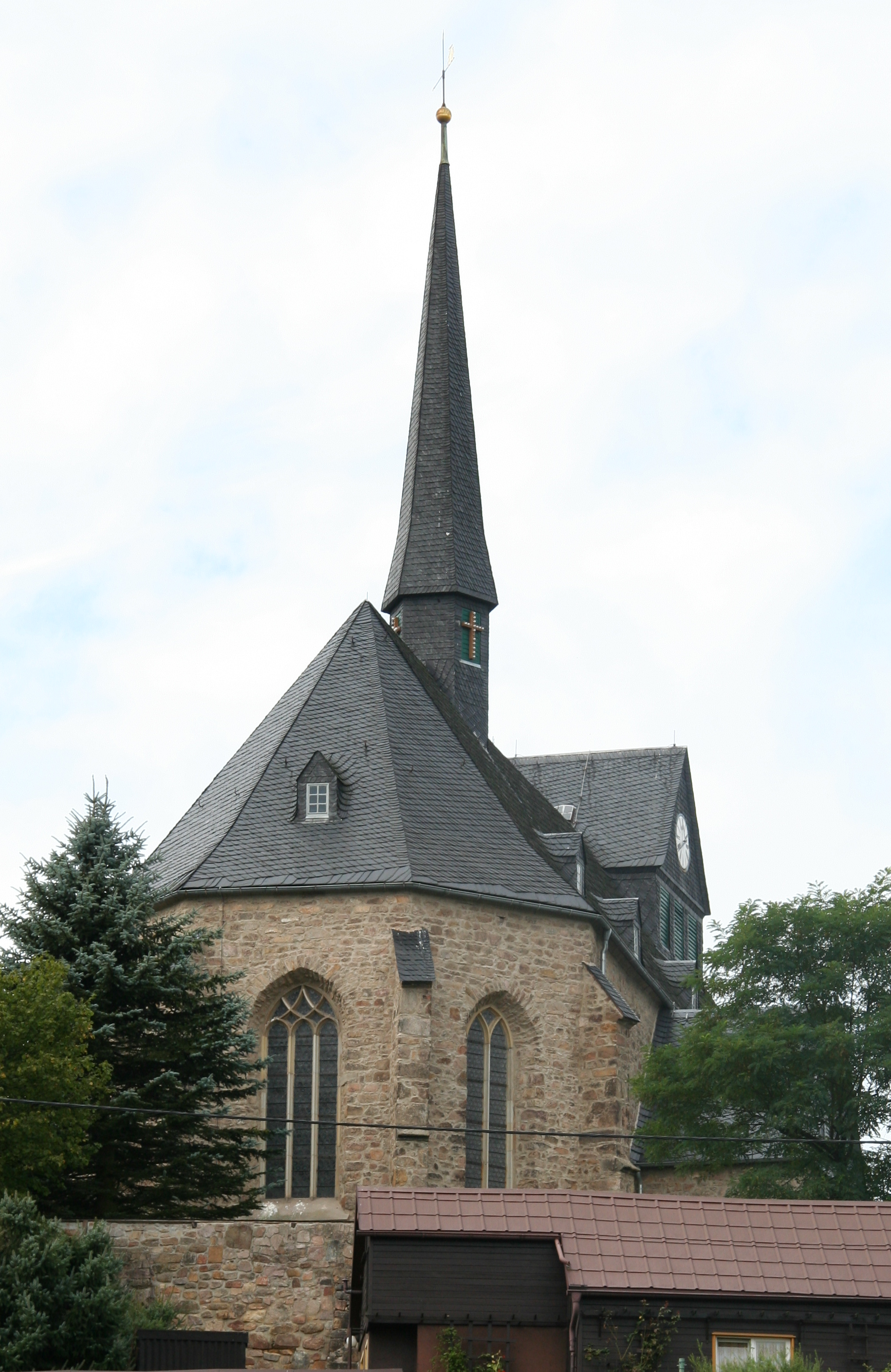
St. Michael (Hirschfeld)

Die ev.-luth. Michaelisgemeinde Hirschfeld bildet ein Kirchspiel mit der Gemeinde im Nachbarort Ebersbrunn. Die Kirchgemeinde Niedercrinitz gehört mit dem Nachbarort Culitzsch zur Michaelisgemeinde Wilkau-Haßlau.

## Persönlichkeiten
- Gottlob Leberecht Schulze (1779–1856), Theologe und Pädagoge, wurde in Hirschfeld geboren.
- Oswald Bleier (1889–1936), Politiker (KPD), antifaschistischer Widerstandskämpfer und Abgeordneter des Landtags von Sachsen, wurde im Ortsteil Voigtsgrün geboren.
- Heini Scheffler (1925–2020), Zeichner und Karikaturist der Freien Presse, lebte einige Jahre in Niedercrinitz.
- Bernd Naumann (1938–2022), Germanist und Sprachwissenschaftler, wurde in Hirschfeld geboren.
- Wolf Günther Koch (* 1943), Kartograf und Hochschullehrer, wurde in Hirschfeld geboren.